# Ingolf Mork
Ingolf Mork (4 de junio de 1947 - 1 de febrero de 2012) fue un saltador de esquí noruego quién nació en Molde, pero representó a SFK Lyn en Oslo. Ganó el Torneo de los Cuatro Trampolines en 1972, y tuvo dos victorias en Holmenkollen (1971 y 1972).
En 1973, Mork recibió la Medalla Holmenkollen (compartida con Einar Bergsland y Franz Keller).
Mork tuvo su educación de la Escuela Noruega de Ciencias del Deporte. Mork murió el 1 de febrero de 2012, a los 64 años.